# Ezequiel Zamora
Ezequiel Zamora (Cúa, Estat de Miranda, 1 de febrer de 1817 -San Carlos, Estat de Cojedes, 10 de gener de 1860) fou un militar veneçolà, va ser un dels principals protagonistes de la guerra federal veneçolana (1859-1863).

## Biografia
Líder de destacada participació en la Guerra Federal o Guerra Llarga (1859-1863) com defensor de la idea de la Federació. La seva vida es va caracteritzar per estar tenyida de l'esperit romàntic dels personatges liberals del seu temps. Els seus pares van ser Alejandro Zamora i Paula Corretja, modestos propietaris. Durant els primers anys de la seva infantesa rep la rudimentària instrucció que podia brindar-li una zona rural encara convulsionada per les lluites independentistes.
Posteriorment, es trasllada a Caracas on prossegueix estudis primaris a l'escola lancasteriana, sent l'única educació formal que coneix. No obstant això, gràcies a la influència del seu cunyat, Juan Caspers, adquireix informació sobre la situació política i els moviments revolucionaris d'Europa, els quals criden poderosament la seva atenció. En aquest temps, completa la seva formació gràcies a la relació d'amistat que establix amb l'advocat José Manuel García, qui li explica Filosofia Moderna i fonaments de Dret Romà, parlant-li també dels "principis de la igualtat" i de la necessitat de la seva implementació a Veneçuela.

## Vida militar
El 1846, com a membre del Partit Liberal, es presenta a les eleccions per al cantó de Villa de Cura, però la seva nominació va ser objectada pels conservadors, mitjançant procediments que ell i els seus partidaris van considerar il·legals. Aquest va ser el reflex de la tibant situació entre liberals i conservadors a escala nacional, el cruent desenllaç de la qual pretén evitar-se per mitjà d'una entrevista entre José Antonio Páez i Antonio Leocadio Guzmán.
No obstant això, la reunió dels dos líders és frustrada per alçaments espontanis dels camperols en la regió central del país. Zamora crida immediatament a "fer la guerra als godos" (terme despectiu per a referir-se als espanyols procedents de la península) en benefici dels pobres, mentre Páez és nomenat Cap de l'Exèrcit. En definitiva, Zamora s'aixeca en armes el 7 de setembre de 1846, a la localitat de Guambra; "terra i homes lliures", "respecte al camperol", "desaparició dels godos", són les consignes essencials de qui la gent va començar a anomenar General del Poble Sobirà.
Després de lliurar accions victorioses a Los Bagres i Los Leones, és derrotat i capturat el 26 de març de 1847. Condemnat a mort pels tribunals de Villa de Cura el 27 de juliol del mateix any, en José Tadeo Monagas li commuta la pena.
El 23 de febrer de 1859, en el marc de la Guerra Federal desembarca, procedent de Curaçao a Coro. Nomenat Cap d'Operacions d'Occident, fent que Coro es constitueixi en estat federal (25 de febrer de 1859) i organitzant un govern provisional de Veneçuela (26 de febrer del mateix any).
El 23 de març triomfa a el Palito, i a partir d'aquí planifica els seus moviments cap a les planures occidentals. Pren San Felipe el 28 de març i reorganitza la província com entitat federal amb el nom d'estat Yaracuy. El 10 de desembre de 1859, es desenvolupa la Batalla de Santa Inés, en la qual derrota a magistralment a l'exèrcit centralista; sent considerada aquesta acció com a fonamental en el procés de la Guerra Federal veneçolana, donant testimoniatge de les excepcionals qualitats de Zamora com conductor de tropes.
Després de la Batalla de Santa Inés, Zamora es dirigeix cap al centre del país a través dels estats de Barinas i Portuguesa, però abans d'aproximar-se a Caracas, resol assaltar la ciutat de San Carlos; durant les accions preliminars per a la presa de la plaça, rep un tret al cap que li causa la mort. El seu inesperat decés va canviar el rumb positiu que duia la guerra per als federalistes i va produir la pèrdua, del que para molts va ser el més important líder popular del segle xix veneçolà.

## Reivindicació actual de la seva figura
En el marc de la Revolució Bolivariana, l'actual (2006) president de Veneçuela, Hugo Chávez, ha rescatat la figura històrica d'Ezequiel Zamora, sent un dels tres personatges principals que fonamenten ideològicament el bolivarianisme, i una referència constant en els seus discursos.
Així, la missió bolivariana destinada a implementar la reforma agrària s'anomena Missió Zamora, en honor seu. Així mateix, durant el referèndum revocatori del 15 d'agost de 2004, Hugo Chávez va establir una comparació entre la cita electoral i la Batalla de Santa Inés.